# القرني (يريم)

تعديل مصدري - تعديل

القرني محلة تابعة لقرية جبل مطير، التابعة لعزلة عراس بمديرية يريم إحدى مديريات محافظة إب في الجمهورية اليمنية.، بلغ تعداد سكانها 184 حسب تعداد اليمن لعام 2004.